# حسين السكاف
حسين السكّاف (مواليد سنة 1960 ببغداد) هو ناقد وروائي عراقي مُقيم في الدنمارك. نشر مجموعة من القصص القصيرة والروايات والمقالات الصحفية والبحوث الفنية في مجال النقد الفني والأدبي.

## مسيرته
وُلد سنة 1960 في بغداد. نُشرت له أول قصة قصيرة عام 1976 بعنوان «دمية الطين» في جريدة الطريق البغدادية.
عمل بين سنتي 1995 و2000 وسيطاً ثقافياً ومستشاراً لشؤون الأجانب، في بلدية (Brondby) التابعة للعاصمة الدنماركية كوبنهاجن. كان مُحررا للصفحة الثقافية في جريد (أخبار الدنمارك) الصادرة في العاصمة الدنماركية كوبنهاجن باللغة العربية (2010-2012)، وهو مؤسس موقع (القيثارة السومرية) الإلكتروني. هو أيضا عضو نقابة المهندسين العراقيين، وعضو نقابة الصحفيين الدنماركيين [الإنجليزية]. 

## أعماله
نشرت أعماله ومقالاته في العديد من الصحف العراقية والعربية مثل: جريدة الأخبار اللبنانية وجريدة الصباح العراقية وصحيفة الأيام البحرينية وصحيفة إيلاف الإلكترونية وغيرها. له بعض الترجمات الفنية والأدبية من اللغة الدنماركية إلى العربية، وعلى وجه خصوص، حركة الفن التشكيلي في أوروبا خلال القرن العشرين.
روايات وقصص
- 2007: "كوبنهاغن - مثلث الموت"، دار ميريت للنشر، القاهرة (الطبعة الأولى)، (الطبعة الثانية عن دار العارف للمطبوعات بيروت 2015)
- 2018: «وجوه لتمثال زائف»، دار كتارا، الدوحة
- 2019: «بين الشيخ والمريد» (مجموعة قصصية)، دار فضاءات للنشر والتوزيع، عمَّان
- 2019: الترجمة الإنجليزية لرواية «وجوه لتمثال زائف»، دار كتارا، الدوحة
- 2020: «مُدُن» (مجموعة قصصية)، دار الفراشة، الكويت

مسرحيات
- 2015: «طاقة الحب – مسرحيتان»، دار الروسم، بغداد

كتب نقدية
- 2014: «الرواية العراقية... صورة الوجع العراقي»، دار الروسم، بغداد
- 2020: «سرديات الوجع في الرواية العراقية»، دار فضاءات للنشر والتوزيع، عمَّان

## جوائز
حصل على جائزة كتارا للرواية العربية في فئة الروايات غير المنشورة، عن رواية «وجوه لتمثال زائف».